# سمعت أنك تطلي المنازل
سمعت أنك تطلي المنازل (بالإنجليزية: I Heard You Paint Houses)‏ كتاب روائي غير خيالي يستند إلى أحداث جرائم حقيقية قامت بها إحدى المافيات الأمريكية، كتبه المحقق السابق والكاتب الأمريكي تشارلز برنت. الكتاب سُرعان ما دخل قوائم الأكثر مبيعًا، حيث بيع في 14 دولة، وهو يسرد سيرة فرانك شيرن الحارس الشخصي لجيمي هوفا رئيس نقابة سائقي الشاحنات الدولية، الذي اختفى في عام 1975، بظروف غامضة ولم تظهر حتى اليوم أي معلومات عنه، وقد حُوّل الكتاب إلى فيلم مقتبس باسم الأيرلندي في عام 2019.

## وصلات خارجية
- Brandt، Charles (2004). I Heard You Paint Houses. ISBN:978-1586422387. مؤرشف من الأصل في 2020-01-27.
- "Charles Brandt". مؤرشف من الأصل في 2019-07-04. اطلع عليه بتاريخ 2019-09-20.
- "Steerforth Press". مؤرشف من الأصل في 2019-07-02. اطلع عليه بتاريخ 2019-09-20.